# La Habra, California
La Habra là một thành phố ở phía tây bắc của Quận Cam, California, Hoa Kỳ. Trong cuộc điều tra dân số năm 2010, thành phố có dân số vào khoảng 60.239 người. 

## Dân số

### 2010
Điều tra dân số Hoa Kỳ năm 2010 đã  báo cáo rằng La Habra có dân số là 60.239 người. Mật độ dân số là 8.166,8 người trên một dặm vuông (3,153,2 / km²). Các thành phần chủng tộc của La Habra là 35.147 (58.3%) người da trắng (30.2% không phải gốc Tây Ban Nha trắng), 1.025 (1.7%) người Mỹ gốc Phi, 531 (0.9%) người Mỹ bản xứ, 5.653 (9.4%) người Châu Á, 103 (0.2%) người Thái Bình Dương, 15.224 (25,3%) từ các chủng tộc khác, và 2,556 (4,2%) từ hai hoặc nhiều chủng tộc. Người gốc Tây Ban Nha hoặc La tinh của bất kỳ chủng tộc nào là 34.449 người (57,2%). Có 18.977 hộ gia đình, trong đó 7.937 (41,8%) có con dưới 18 tuổi sống chung với gia đình, 10,078 (53,1%) là cặp đôi kết hôn với nhau, 2,905 (15,3%) là phụ nữ độc thân, 1.327 (7,0%) là đàn ông độc thân. 3.651 hộ gia đình (19,2%) được tạo thành từ các cá nhân và 1,440 (7,6%) có người sống một mình từ 65 tuổi trở lên. Quy mô hộ trung bình là 3,16. Có 14.310 gia đình (75,4% tổng số hộ); quy mô gia đình trung bình là 3,58.
Dân số được mở rộng với 16.062 người (26,7%) dưới 18 tuổi, 6.353 người (10,5%) tuổi từ 18 đến 24, 17.349 người (28,8%) tuổi từ 25 đến 44, 13,926 người (23,1%) tuổi từ 45 đến 64 và 6,549 người (10,9%) từ 65 tuổi trở lên. Độ tuổi trung bình là 33,6 tuổi. Cứ 100 nữ giới thì có 97,0 nam giới. Cứ 100 nữ từ 18 tuổi trở lên, có 94,0 nam giới.
Có 19.924 đơn vị nhà ở với mật độ trung bình 2,701,2 mỗi dặm vuông (1.042,9 / km²). Theo Điều tra Dân số Hoa Kỳ năm 2010, La Habra có thu nhập trung bình của hộ gia đình là 60.954 đô la, với 14,0% dân số sống dưới mức nghèo khổ.

### 2000
Theo điều tra dân số năm 2000, La Habra có 58.974 người, 18.947 hộ gia đình và 14.020 gia đình sống trong thành phố. Mật độ dân số là 8,045,8 người trên một dặm vuông (3,106,4 / km²). Có 19.441 đơn vị nhà ở với mật độ trung bình là 2,652,3 mỗi dặm vuông (1.024,0 / km²). Thành phần chủng tộc của thành phố là 41,40% người da trắng, 1,40% người Mỹ da đen hoặc người Mỹ gốc Phi, 0,96% người Mỹ bản xứ, 6,00% người châu Á, 0,22% người Thái Bình Dương, 2,20% từ các chủng tộc khác và 4,67% từ hai hoặc nhiều chủng tộc. 49,00% dân số là người gốc Tây Ban Nha hoặc La tinh của bất kỳ chủng tộc nào.
Có 19.042 hộ, trong đó 39,3% có trẻ em dưới 18 tuổi sống chung với gia đình, 54,5% là cặp vợ chồng chung sống với nhau, 13,5% là phụ nữ đơn thân, và 26,0% không phải là gia đình. 21,0% hộ gia đình được tạo thành từ cá nhân và 8,0% có người sống một mình từ 65 tuổi trở lên. Quy mô hộ trung bình là 3,08 và quy mô gia đình trung bình là 3,56.
Trong thành phố, dân số được mở rộng với 29,1% người dưới 18 tuổi, 10,3% người từ 18 đến 24, 31,7% người từ 25 đến 44, 18,2% người từ 45 đến 64, và 10,8% người từ 65 tuổi trở lên. Độ tuổi trung bình là 31 tuổi. Cứ 100 nữ giới thì có 97,1 nam giới. Cứ 100 nữ giới từ 18 tuổi trở lên, có 94,7 nam giới.
Thu nhập trung bình cho một hộ gia đình trong thành phố là $ 47,652, và thu nhập trung bình cho một gia đình là $ 51,971. Nam giới có thu nhập trung bình $ 36,813 so với $ 30,466 đối với nữ. Thu nhập bình quân đầu người của thành phố là 18.923 đô la. Khoảng 19,1% gia đình và 22,9% dân số sống dưới mức nghèo khổ.